# Prvenstvo Hrvatske u hokeju na travi za žene 2017./18.
Prvenstvo Hrvatske u Hokeju na travi za sezonu 2017./18. e peti put zaredom osvojila"Mladost" iz Zagreba.

## Sudionici
- "Mladost" - Zagreb
- "Trešnjevka" - Zagreb
- "Zelina" - Sveti Ivan Zelina
- "Zrinjevac" - Zagreb

## Ljestvica i rezultati

### Ligaški dio
Ljestvica
| mj | klub       | ut | pob | ner | por | gol+ | gol- | bod |             |
| -- | ---------- | -- | --- | --- | --- | ---- | ---- | --- | ----------- |
| 1. | Mladost    | 12 | 12  | 0   | 0   | 85   | 6    | 36  | doigravanje |
| 2. | Zrinjevac  | 12 | 7   | 1   | 4   | 64   | 20   | 22  | doigravanje |
| 3. | Zelina     | 12 | 4   | 1   | 7   | 37   | 27   | 13  | doigravanje |
| 4. | Trešnjevka | 12 | 0   | 0   | 12  | 0    | 133  | 0   | doigravanje |

Rezultati

### Doigravanje
Utakmice doigravanja igrane 9. lipnja 2018. godine .
| klub1         | rez           | klub2         |
| poluzavršnica | poluzavršnica | poluzavršnica |
| ------------- | ------------- | ------------- |
| Mladost       | 13:0          | Trešnjevka    |
| Zrinjevac     | 2:2 (2:3 SO)  | Zelina        |
|               |               |               |
| za 3. mjesto  |               |               |
| Trešnjevka    | 0:9           | Zrinjevac     |
|               |               |               |
| za prvaka     |               |               |
| Mladost       | 3:0           | Zelina        |

## Konačni poredak
| mj. | klub                       |
| --- | -------------------------- |
| 1.  | Mladost (Zagreb)           |
| 2.  | Zelina (Sveti Ivan Zelina) |
| 3.  | Zrinjevac (Zagreb)         |
| 4.  | Trešnjevka (Zagreb)        |

## Vanjske poveznice
- hhs-chf.hr, Hrvatski hokejski savez
- hhs-chf.hr, Prvenstvo Hrvatske za seniore i seniorke